# 橋本雄一 (地理学者)
橋本 雄一（はしもと ゆういち、1963年 - ）は、日本の地理学者（人文地理学・都市地理学・地理情報科学）。北海道大学大学院文学研究科・文学部教授。都市の社会経済活動の時空間構造を、地理情報システム (GIS) を用いて分析する。主宰する研究室は北海道においてGISに関する産学官連携の中心拠点となっており、積雪寒冷地の生活環境についての分析も行うが、GIS技法に関連する編書や、東南アジアを分析対象とした著書も発表している。

## 経歴
神奈川県鎌倉市出身。
1986年に立命館大学文学部地理学科を卒業し、筑波大学大学院へ進む。1993年6月、筑波大学大学院博士課程地球科学研究科単位取得退学し、同年7月北海道大学文学部助手となった。
1995年、「The transformation of central place system in the Tokyo metropolitan area（東京大都市圏における中心地システムの変容）」により、筑波大学から博士（理学）を取得した。
1996年に文学部助教授、2000年に大学院文学研究科助教授となり、2007年に制度変更による准教授を経て、2011年に教授となった。
2015年、『東南アジアの経済発展と世界金融危機』（2014年刊行）に対し、地理空間学会より地理空間学会学術賞を受賞した。

## 主な業績

### 単著
- 東京大都市圏の地域システム、大明堂、2001年
- マレーシアの経済発展とアジア通貨危機、古今書院、2005年
- 東南アジアの経済発展と世界金融危機、古今書院、2014年

### 編著
- 地理空間情報の基本と活用、古今書院、2009年
- GISと地理空間情報、古今書院、2011年（2012年に増補版、2014年に3訂版）
- QGISの基本と防災活用、古今書院、2015年